# Iablunka, Bohorodceanî
Iablunka (în ucraineană Яблунька) este o comună în raionul Bohorodceanî, regiunea Ivano-Frankivsk, Ucraina, formată numai din satul de reședință.

## Demografie
Componența lingvistică a comunei Iablunka
     Ucraineană (99,63%)
     Alte limbi (0,37%)
Conform recensământului din 2001, majoritatea populației comunei Iablunka era vorbitoare de ucraineană (99,63%), existând în minoritate și vorbitori de alte limbi.